# Maximilian Fischer
Maximilian Fischer (nascido em 1929), é um entomólogo da Áustria e um especialista em vespas parasitas (Braconidae: Opiinae, Alysiinae). Foi curador das colecções de Hymenoptera do Naturhistorisches Museum de 1955 até 1994. 
Descreveu mais de 1000 novas espécies de moscas da família Braconidae, em mais de 300 publicações. flies in more than 300 publications. 